# Space Jam: Új kezdet
A Space Jam: Új kezdet (eredeti címen: Space Jam: A New Legacy) 2021-ben bemutatott vegyes technikájú film, amelyben valós és rajzolt díszletek, élő és rajzolt szereplők közösen szerepelnek. A film rendezését Malcolm D. Lee látta el, a főbb szerepekben LeBron James, Don Cheadle és Sonequa Martin-Green. James producerként is részt vett a film készítésében Ryan Cooglerrel együtt. A forgatókönyvet Juel Taylor, Tony Rettenmaier, Keenan Coogler és Terence Nance írták.
A Space Jam folytatása már az első rész megjelenése után felmerült, de akkor kudarcba fulladt. Felmerültek később spin-offok lehetőségei olyan más ismert sportolókkal, mint Jeff Gordon, Tiger Woods és Tony Hawk, de ezek sem valósultak meg. A LeBron James főszereplésével készülő folytatást már 2014-ben jelentették be, majd sok évnyi szünet után 2019 júniusában megkezdték a forgatását Los Angelesben, Terence Nance irányításával. Nance végül pár hét forgatás után otthagyta a projektet, a helyét pedig Malcom D. Lee vette át. A forgatás 2019 szeptemberében fejeződött be.
A film az Amerikai Egyesült Államokban 2021. július 16-án került az HBO Maxra és a mozikba, Magyarországon pedig július 15-én mutatták be.

## Cselekmény
LeBron James és fia stúdiólátogatásra érkeznek a Warner Studios hatalmas telepére. Ám ott egy baleset miatt mindketten a Warner multiverzum fogságába esnek.
Ezt a multiverzumot egy megkergült mesterséges intelligencia, az AI G irányítja, akinek valamilyen titokzatos mesterterve van. LeBron James a multiverzumban a Warner stúdió megannyi filmjének helyszínét bejárja majd, ahol azok ikonikus szereplőivel is találkozik, miközben az elveszett fiát keresi. Ebben természetesen a Looney Tunes sztárja, Tapsi Hapsi, Dodó kacsa és a többiek lesznek a segítségére.

## Szereplők
| Élőszereplő                | Színész                      | Magyar hang                     |
| -------------------------- | ---------------------------- | ------------------------------- |
| LeBron James               | LeBron James                 | Pál András                      |
| LeBron James (fiatalon)    | Alex Huerta                  | Gáll Dávid                      |
| Algore Itmus               | Don Cheadle                  | Vida Péter                      |
| Kamiyah James              | Sonequa Martin-Green         | Gubik Petra                     |
| Dom James                  | Cedric Joe                   | Sándor Barnabás                 |
| Darius James               | Ceyair J. Wright             | Czető Ádám                      |
| Xosha James                | Harper Leigh Alexander       | Nem szólal meg                  |
| Malik                      | Khris Davis                  | Horváth-Töreki Gergely          |
| Edző                       | Wood Harris                  | Horváth Illés                   |
| Anthony Davis              | Anthony Davis                | Orosz Gergely                   |
| Klay Thompson              | Klay Thompson                | Szabó Andor                     |
| Nneka Ogwumike             | Nneka Ogwumike               | Martinovics Dorina              |
| Diana Taurasi              | Diana Taurasi                | Mórocz Adrienn                  |
| Damian Lillard             | Damian Lillard               | Kiss Ádám                       |
| Kommentátorok              | Ernie Johnson                | Debreczeny Csaba                |
| Kommentátorok              | Lil Rel Howery               | Kálloy Molnár Péter             |
| Warner Bros. biztonsági őr | Gerald 'Slink' Johnson       | Láng Balázs                     |
| Warner Bros. ügyvezetők    | Sarah Silverman              | Bogdányi Titanilla              |
| Warner Bros. ügyvezetők    | Steven Yeun                  | Bor László                      |
| Michael B. Jordan          | Michael B. Jordan            | Kisfalusi Lehel                 |
| Austin Powers              | Mike Myers                   | Józsa Imre (archív felvétel)    |
| Második                    | Robert Wagner                | Kránitz Lajos (archív felvétel) |
| Firkaszereplő              | Eredeti hang                 | Magyar hang                     |
| Tapsi Hapsi                | Jeff Bergman                 | Barát Attila                    |
| Szilveszter                | Jeff Bergman                 | Pusztaszeri Kornél              |
| Rissz-Rossz Sam            | Jeff Bergman                 | Schneider Zoltán                |
| Kovakövi Frédi             | Jeff Bergman                 | Dézsy Szabó Gábor               |
| Maci Laci                  | Jeff Bergman                 | Faragó András                   |
| Dodó kacsa                 | Eric Bauza                   | Gáspár András                   |
| Cucu malac                 | Eric Bauza                   | Kerekes József                  |
| Bóbita kakas               | Eric Bauza                   | Rosta Sándor                    |
| Elmer Fudd                 | Eric Bauza                   | Csankó Zoltán                   |
| Marslakó Marvin            | Eric Bauza                   | Stohl András                    |
| Csőrike                    | Bob Bergen                   | Kossuth Gábor                   |
| Lola nyuszi                | Zendaya                      | Szabó Zsófia                    |
| Tasmán ördög               | Fred Tatasciore Jim Cummings | Saját hangján                   |
| Speedy Gonzales            | Gabriel Iglesias             | Joó Gábor                       |
| Nagyi                      | Candi Milo                   | Halász Aranka                   |
| Wonder Woman               | Rosario Dawson               | Horváth Lili                    |
| Rick                       | Justin Roiland               | Háda János                      |
| Morty                      | Justin Roiland               | Baráth István                   |

- További magyar hangok: Bak Julianna, Bergendi Áron, Bordás János, Bozai József, Csurgai Márk, Csúz Lívia, Dézsy Szabó Gábor, Dóka Andrea, Fáncsik Roland, Horváth Kevin, Kanyó Kata, Kereki Anna, Kis Horváth Zoltán, Láng Balázs, Miklós Eponin, Mohácsi Nóra, Papucsek Vilmos, Szabó Viktor, Szentirmai Zsolt, Tóth-Valent Dominik, Trencsényi Ádám, Vadócz Máté
- A filmben feltűnnek továbbá cameoszerepekben olyan NBA és WNBA kosarasok, mint Klay Thompson, Anthony Davis, Damian Lillard, Kyle Kuzma, Diana Taurasi, Nneka Ogwumike és Chiney Ogwumike.[15]

## Háttér

### Előkészületek
A Space Jam folytatását először 1997-ben kezdték el tervezni. A fejlesztés kezdetén a Space Jam 2 egy új kosárlabdaversenyt mutatott volna be a Bolondos dallamok karakterek és egy új gonosz, Berserk-O! között.

## Díjak és jelölések
Arany Málna díj (2022)
- díj: legrosszabb előzményfilm, remake, koppintás vagy folytatás (Ryan Coogler, LeBron James, Duncan Henderson, Maverick Carter)
- díj: Legrosszabb férfi főszereplő (LeBron James)
- díj: legrosszabb filmes páros (LeBron James és bármely, a filmből csöpögő Warner-rajzfilmfigura)
- jelölés: legrosszabb film (Ryan Coogler, LeBron James, Duncan Henderson, Maverick Carter)

## Fordítás
- Ez a szócikk részben vagy egészben  a   Space Jam: A New Legacy című angol Wikipédia-szócikk fordításán alapul.  Az eredeti cikk szerkesztőit annak laptörténete sorolja fel. Ez a jelzés csupán a megfogalmazás eredetét és a szerzői jogokat jelzi, nem szolgál a cikkben szereplő információk forrásmegjelöléseként.